# Down Hatherley
Down Hatherley – wieś w Anglii, w hrabstwie Gloucestershire, w dystrykcie Tewkesbury. Leży 5 km na północny wschód od miasta Gloucester i 150 km na zachód od Londynu.